# Guy Thomazeau
Guy Marie Alexandre Thomazeau (ur. 5 grudnia 1937 w Neuilly-sur-Seine) – francuski duchowny katolicki, arcybiskup Montpellier w latach 2002-2011.

## Życiorys
Święcenia kapłańskie otrzymał 18 grudnia 1965. Inkardynowany do archidiecezji paryskiej, pracował m.in. jako duszpasterz jednej z paryskich szkół średnich oraz wikariusz generalny.

### Episkopat
12 listopada 1988 papież Jan Paweł II mianował go biskupem pomocniczym diecezji Meaux, ze stolicą tytularną Chunavia. Sakry biskupiej udzielił mu 8 stycznia 1989 ówczesny biskup Meaux - Louis Cornet.
14 września 1994 został biskupem koadiutorem Beauvais. Rządy w diecezji objął 13 maja 1995.
16 grudnia 2002 został biskupem ordynariuszem archidiecezji Montpellier. 3 czerwca 2011 zrezygnował z urzędu, jego następcą został dotychczasowy koadiutor Pierre-Marie Carré.
8 sierpnia 2013 został mianowany przez papieża Franciszka administratorem apostolskim diecezji Nicei, w miejsce odwołanego biskupa Louisa Sankalé. Funkcję tę pełnił do marca 2014.